# Lernaea insolens
Lernaea insolens är en kräftdjursart som beskrevs av C. B. Wilson 1919. Lernaea insolens ingår i släktet Lernaea och familjen Lernaeidae. Inga underarter finns listade i Catalogue of Life.